# Batophila dogueti
Batophila dogueti là một loài bọ cánh cứng trong họ Chrysomelidae. Loài này được Doberl miêu tả khoa học năm 1994.